# デスブログ
『デスブログ』は、2014年5月24日に公開された日本のホラー映画。監督は仁同正明、主演は中田花奈。

## ストーリー
ブログに書きこまれた対象に不幸が訪れるという『デスブログ』に、主人公の女子高生・前田瞳（中田花奈）は片想いの相手と交際したいという願いを書き込んだ。やがて何気なく書き込んだブログから不幸が訪れる。

## キャスト
- 中田花奈（乃木坂46）[6]
- 秋月三佳[6]
- 宮原華音[6]
- 高橋優里花[6]
- 青木梨乃[6]
- 森田桐矢[6]
- 遠藤優輝[6]

## スタッフ
- 監督 - 仁同正明[6]
- 製作 - 大橋孝史[6]
- 脚本 - 仁同正明、今川和広[6]
- 照明 - 佐伯慶[6]
- 録音 - 遠藤拓也[6]
- 音楽 - 岩木伸夫[6]
- 主題歌 - 小南泰葉「NO-MAN」[1]